# Lente obiettiva di Galileo

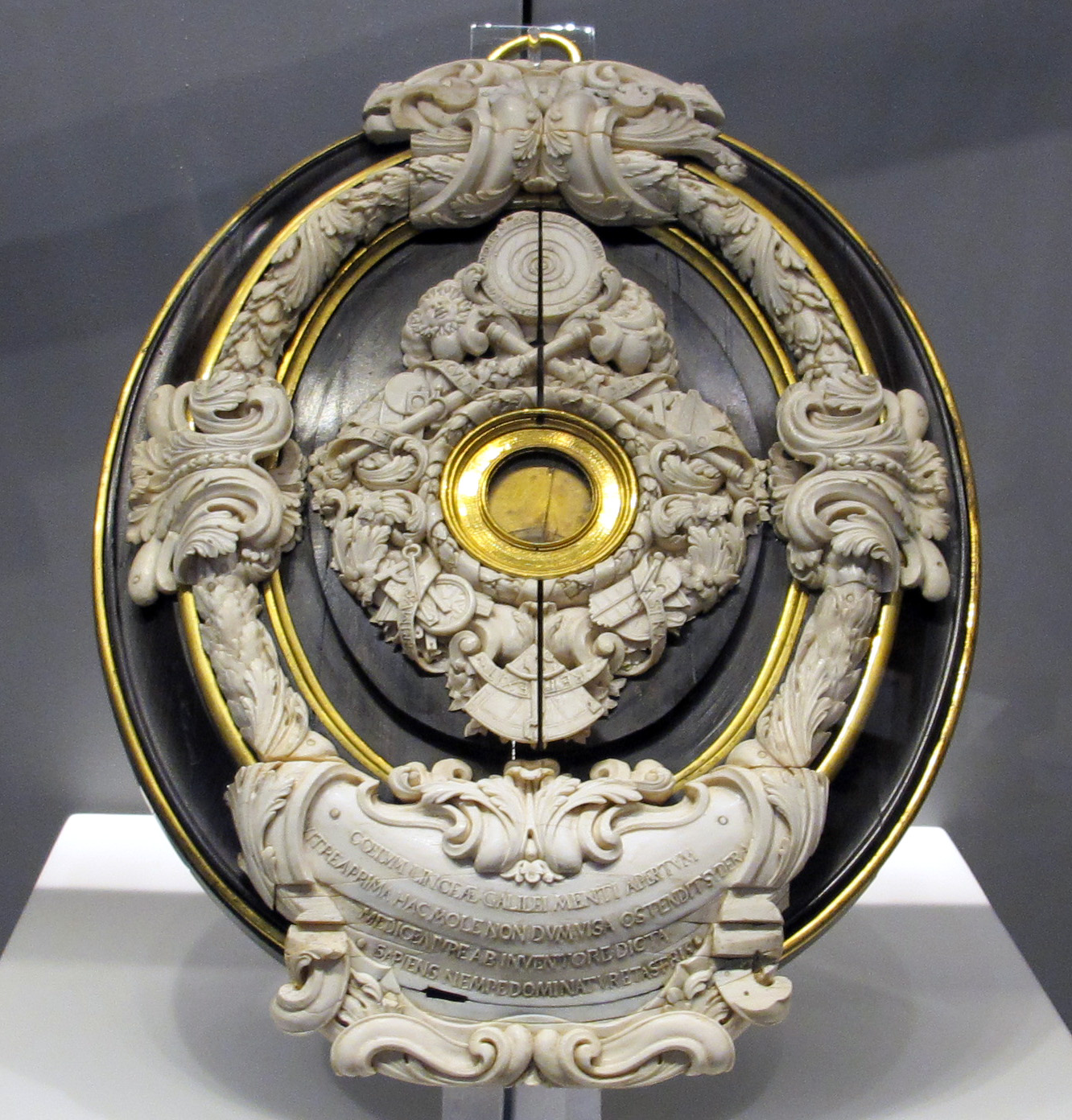
La lente obiettiva di Galileo al Museo Galileo di Firenze.

La lente obiettiva è l'obiettivo del cannocchiale col quale Galileo compì numerose osservazioni tra il 1609 e il 1610. È conservata al Museo Galileo di Firenze.
Egli osservò per primo, nel 1610, i satelliti di Giove, che battezzò "Pianeti Medicei". La grande scoperta fu annunciata nel Sidereus Nuncius, pubblicato a Venezia in quello stesso anno. La lente del cannocchiale col quale fu compiuta la scoperta fu donata da Galileo al Granduca Ferdinando II. In seguito essa si ruppe accidentalmente. Dopo la morte di Galileo (1642) la lente era conservata nella Guardaroba del Principe, poi Cardinale, Leopoldo de' Medici. Alla morte di questi (1675), entrò nella collezione medicea, custodita nella Galleria degli Uffizi, dove rimase fino al 1793, quando fu trasferita nel Museo di Fisica e Storia Naturale. A metà dell'Ottocento fu sistemata nella Tribuna di Galileo con altri cimeli galileiani.
Nel 1677 i Medici commissionarono a Vittorio Crosten la cornice montata su ebano, nella quale la lente è inserita.